# Witter Bynner

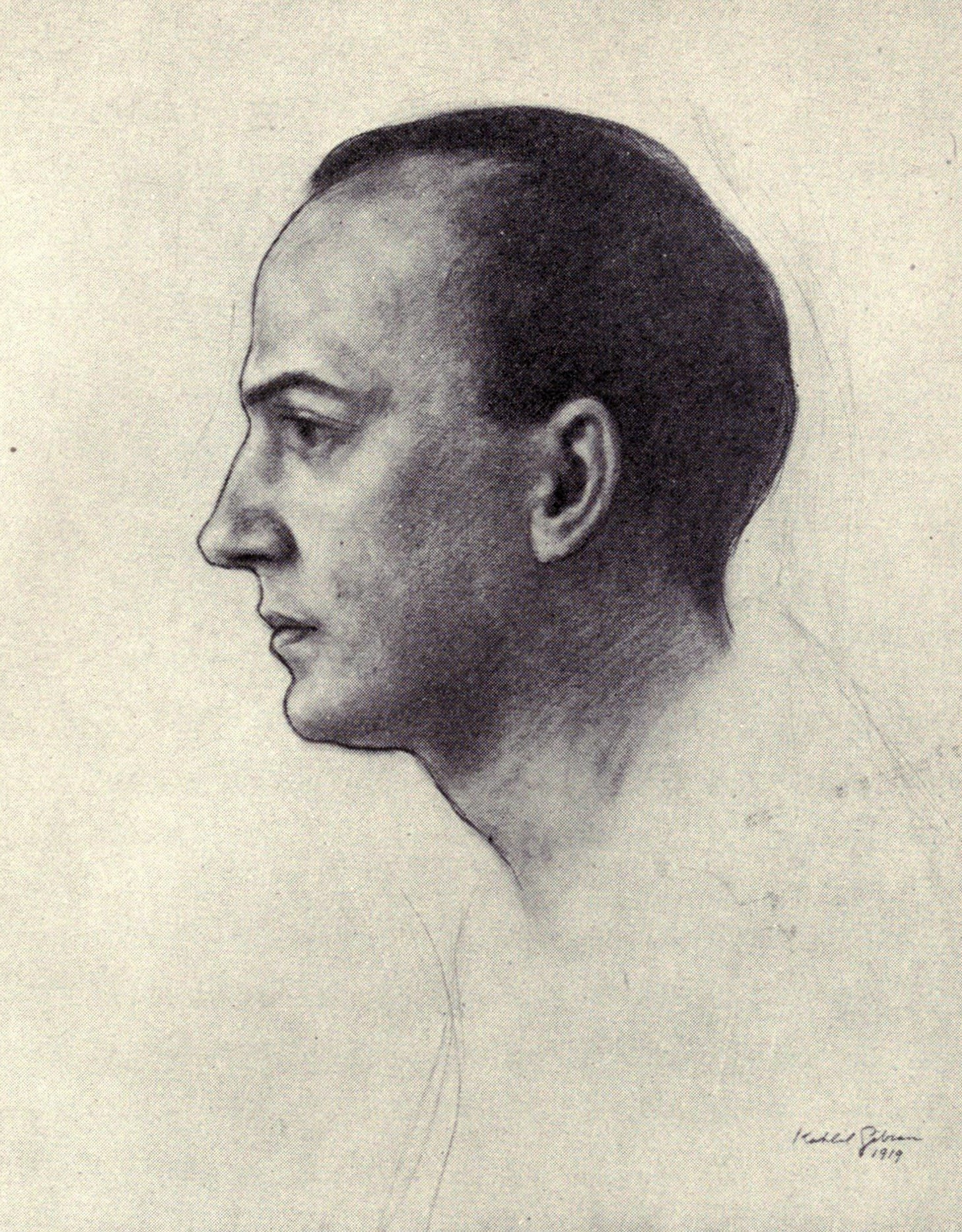
Witter Bynner

Witter Bynner (geboren am 10. August 1881 in New York; gestorben am 1. Juni 1968 in Santa Fe, New Mexico) war ein amerikanischer Dichter.

## Leben
Bynner wuchs in Neuengland auf und studierte an der Harvard University unter anderem unter George Santayana und Josiah Royce. 1902 erhielt er dort seinen B.A. summa cum laude. Während seiner Studienzeit begann er auf Einladung von Wallace Stevens, Beiträge für den Harvard Advocate, das literarische Magazin der Universität, zu verfassen und reichte bald neben journalistischen Arbeiten auch Gedichte ein. Sein erster Gedichtband An Ode to Harvard and Other Poems erschien 1907 als Ergebnis seiner Ernennung zum offiziellen Dichter der Phi-Beta-Kappa-Sektion der Universität. Nach seinem Studienabschluss begann er zunächst eine journalistische Karriere beim McClure’s Magazine, ließ sich aber 1907 in Cornish, New Hampshire nieder, um sich in relativer Abgeschiedenheit ganz seinen schriftstellerischen Ambitionen widmen zu können.
Größere Bekanntheit erlangte er erst als Urheber eines großangelegten literarischen Schwindels. Um zu beweisen, dass die Literaturkritiker der Schubladisierung von lyrischen „Schulen“ mehr Wert beimaßen als der Lyrik selbst, rief er die Bewegung des „Spektrismus“ ins Leben, das als Parodie auf modernistische Bewegungen wie dem Imagismus und dem Vortizismus angelegt war. Unter dem Pseudonym Emanuel Morgan verfasste er 1916 gemeinsam mit seinem Studien- und Dichterfreund Arthur Davison Ficke (dieser unter dem Pseudonym Anne Knish) den gleichsam als Anthologie und Manifest dieser neuen Dichterschule angelegten Band Spectra: A Book of Poetic Experiments. Die Dichtung des Spektrismus, so Morgan und Knish alias Bynner und Ficke, künde dem Geist von der „Beugung, die die Farb- und andere Strahlen, aus denen sich das Licht zusammensetzt, aufgefächert werden,“ und lasse die Objekte der sichtbaren wie der unsichtbaren Welt für den Dichter in „Nachfarben“ aufleuchten, wie wenn sein Auge zuvor einem intensiven Licht ausgesetztgewesen sei. Mit dieser vagen Vorgabe komponierte Bynner dann orphische Oden wie die folgende:
If I were only dafter
I might be making hymns
To the liquor of your laughter
And the lacquer of your limbs.
Bynner und Ficke schafften es nicht nur, bekannte Dichter wie Edgar Lee Masters und William Carlos Williams für den Spektrismus zu erwärmen, sondern konnten auch mehrere spektristische Gedichte in führenden Magazinen der Moderne wie etwa Poetry und The Little Review zu veröffentlichen, veröffentlichten selbst Rezensionen des Bandes und hielten sogar Vorträge, in denen sie die Methode des Spektrismus vor gutgläubigem Publikum erklärten und verteidigten. Erst 1920 ließen sie den Schwindel auffliegen und bekannten sich schuldig, den Spektrismus selbst erfunden zu haben.
In den folgenden Jahren begann sich Bynner intensiv mit fernöstlicher Dichtung zu beschäftigen, besuchte Japan und China und erlernte auch die chinesische Sprache und Schrift. 1929 erschien nach zehnjähriger Vorarbeit The Jade Mountain („Der Jadeberg“), eine Übersetzung chinesischer Dichtung vor allem der Tang-Dynastie. Diese Leistung hat bis heute vielleicht eine breitere Rezeption erfahren als Bynners „eigene“ Dichtung und gilt bis heute als ein Meilenstein in der durch den ideogrammatischen Charakter der chinesischen Dichtung mit besonderen Schwierigkeiten verbundenen Übersetzung chinesischer Literatur.
1922 ließ sich Bynner in Santa Fe in New Mexico nieder, wo er bis zu seinem Tod die zentrale Figur des literarischen Lebens der Stadt darstellte. Zu den zahlreichen prominenten Gästen, die er auf seinem Anwesen empfing, zählten unter anderem D. H. Lawrence, Willa Cather, Robert Frost, W. H. Auden, Christopher Isherwood, Carl van Vechten und Thornton Wilder. Mit Edna St. Vincent Millay war er 1921 offenbar kurzzeitig verlobt, doch bald schon machte er keinen Hehl mehr aus seiner Homosexualität. Ab 1930 lebte er mit seinem 25 Jahre jüngeren Freund Robert Hunt in einer festen Beziehung. Als Bynner in späteren Jahren körperlich immer schwächer wurde und erblindete, pflegte Hunt ihn aufopferungsvoll, doch starb Hunt wohl an den Folgen seiner Alkoholkrankheit 1964. Kurz darauf erlitt Bynner einen Schlaganfall und war die letzten vier Jahre seines Lebens fast im ganzen Körper gelähmt.
1962 wurde er in die American Academy of Arts and Letters gewählt.

## Werk

### Einzelwerke
- An Ode to Harvard, and Other Poems. Small, Maynard & Co., 1907.
- Tiger. Mitchell Kennerley, New York 1913.
- The Little King. Mitchell Kennerley, New York 1914.
- The New World. Mitchell Kennerley, New York 1915.
- Spectra (1916) (mit Arthur Davison Ficke)
- Grenstone Poems: A Sequence. Frederick A. Stokes Co, New York 1917.
- (als Emanuel Morgan): Pins for Wings. The Sunwise Turn, New York 1920.
- The Beloved Stranger. Alfred A. Knopf, New York 1919.
- A Canticle of Praise. John Henry Nash, San Francisco 1919.
- A Canticle of Pan and Other Poems. Alfred A. Knopf, New York 1920.
- Roots (1929)
- (als Übersetzer)The Jade Mountain (1929)
- Indian Earth (1929)
- Guest Book (1935)
- Selected Poems (1943)
- (als Übersetzer) The Way of Life, according to Lao Tzu (1944)
- Take Away the Darkness (1947)
- Journey with Genius (1951)
- New Poems (1960)
- Selected Poems (1978)

### Werkausgaben
- The Works of Witter Bynner. 5 Bände. Hrsg. von James Kraft. Farrar Straus Giroux, New York 1978–1981.

## Sekundärliteratur
- Robert Lindsay: Witter Bynner: A Bibliography. University of New Mexico Press, Santa Fe 1967.
- James Kraft: Who Is Witter Bynner? A Biography. University of New Mexico Press, Santa Fe 1995, ISBN 0-8263-1626-3.
- William Jay Smith: The Spectra Hoax Wesleyan University Press, Middletown CN 1961.#